# Litouwen op het Eurovisiesongfestival 2005
Litouwen nam deel aan het Eurovisiesongfestival 2005 in Kiev, Oekraïne. Het was de 6de deelname van het land op het Eurovisiesongfestival. De selectie verliep via een nationale finale. De LRT was verantwoordelijk voor de Litouwse bijdrage voor de editie van 2005.

## Selectieprocedure
De Litouwse omroep koos ervoor om hun kandidaat en lied deze keer via een nationale finale te selecteren.
In totaal deden er 21 artiesten mee aan deze finale na 7 halve finales.

| Volgorde | Lied                    | Artiest                        | Punten | Plaats |
| -------- | ----------------------- | ------------------------------ | ------ | ------ |
| 1        | "I'll let you fly"      | Aistė Pilvelytė                | 651    | 9de    |
| 2        | "I'll be there"         | Eva & Česlovas Gabalis         | 713    | 8ste   |
| 3        | "Now you know"          | Reda Striškaitė                | 155    | 16de   |
| 4        | "One-man-band"          | The Road Band                  | 51     | 18de   |
| 5        | "Oceans of love"        | B'Avarija                      | 507    | 10de   |
| 6        | "You are in Hollywood"  | N.E.O.                         | 464    | 11de   |
| 7        | "You're the one"        | Robertas Kupstas               | 269    | 14de   |
| 8        | "La reina of the world" | El Mar                         | 40     | 20ste  |
| 9        | "Oh my God"             | Vilija Matačiūnaitė            | 733    | 7de    |
| 10       | "All I know"            | Artas                          | 872    | 6de    |
| 11       | "Discoholic"            | Saulės Kliošas                 | 1060   | 5de    |
| 12       | "Back in the game"      | Rasa Kaušiūtė                  | 286    | 13de   |
| 13       | "Let the music play"    | Sea Stars                      | 42     | 19de   |
| 14       | "Be with me"            | Bugs Band                      | 78     | 17de   |
| 15       | "With you"              | Violeta Riaubiškytė            | 456    | 12de   |
| 16       | "Little by little"      | Laura & The Lovers             | 5465   | 1ste   |
| 17       | "Buona siera"           | Ergo Fine                      | 1533   | 3de    |
| 18       | "Pupa, pupa"            | Tele Bim-Bam Neringa & Draugai | 1462   | 4de    |
| 19       | "My pretty"             | Pusbroliai Aliukai & Sesutė    | 268    | 15de   |
| 20       | "Light up the world"    | Alanas Chošnau                 | 5292   | 2de    |

## In Kiev
Op het festival in Oekraïne moest Litouwen optreden als 2de in de halve finale, net na Oostenrijk en voor Portugal.
Op het einde van de puntentelling bleek dat ze 17 punten ontvangen hadden en op de 25ste en laatste plaats waren geéindigd. Dit was niet genoeg om de finale te bereiken.
België en Nederland hadden geen punten over voor deze inzending.

### Gekregen punten

#### Halve Finale
| 12 punten | 10 punten             | 8 punten  | 7 punten | 6 punten |
| --------- | --------------------- | --------- | -------- | -------- |
|           |                       | - Letland |          |          |
| 5 punten  | 4 punten              | 3 punten  | 2 punten | 1 punt   |
| - Ierland | - Verenigd Koninkrijk |           |          |          |

### Punten gegeven door Litouwen

#### Halve Finale
Punten gegeven in de halve finale:
| 12 punten | Letland     |
| 10 punten | Moldavië    |
| 8 punten  | Zwitserland |
| 7 punten  | Denemarken  |
| 6 punten  | Noorwegen   |
| 5 punten  | Estland     |
| 4 punten  | Kroatië     |
| 3 punten  | Wit-Rusland |
| 2 punten  | Israël      |
| 1 punt    | Polen       |

#### Finale
Punten gegeven in de finale:
| 12 punten | Letland     |
| 10 punten | Moldavië    |
| 8 punten  | Zwitserland |
| 7 punten  | Rusland     |
| 6 punten  | Kroatië     |
| 5 punten  | Noorwegen   |
| 4 punten  | Denemarken  |
| 3 punten  | Israël      |
| 2 punten  | Malta       |
| 1 punt    | Griekenland |